# Let Inex Adria Aviopromet 450
Let Inex Adria Aviopromet 450 bylo označení charterového spoje ze dne 30. října 1975 z jugoslávského letoviska Tivat na pražské ruzyňské letiště operovaný dopravcem Inex Adria Aviopromet (pozdější slovinský národní dopravce Adria Airways), který se zřítil nedaleko Suchdola.
Let byl veden americkým letounem DC-9 jugoslávské registrace YU-AJO, jehož piloti se i přes špatnou viditelnost a výluku některých letištních navigačních systémů rozhodli pro přistání, při kterém však kvůli klesání pod povolenou výšku nastala kolize s terénem. Ve chvíli nárazu se na palubě stroje nacházelo 115 cestujících a pětičlenná posádka; z celkového počtu 120 osob jich zahynulo 79 (z toho 75 na místě), zbylých 41 nehodu přežilo.
Počtem obětí na místě nehody se jedná o nejtragičtější leteckou nehodu na území ČR; na území bývalého Československa ji o rok později překonala bratislavská nehoda letounu Il-18 na lince ČSA 001.

## Let
Letoun startoval z černohorského Tivatu v 7:55 SEČ a po hodině letu vstoupil v 9:00 do vzdušného prostoru ČSSR v místě radiomajáku Dešná (OKF) na letové hladině FL220. Řídící letového provozu (Praha Control) povolil zahájit klesání na FL100. Letoun obdržel tuto informaci o podmínkách na cílovém letišti:

09:02:40
- ATC: I repeat information that runway 31 is closed and on runway 25 both ILS and PAR are out of service.  (Opakuji, že dráha 31 je uzavřena a na dráze 25 nepracuje ani ILS ani PAR.)
- 450: OK, what shall we do now?   (OK, co máme dělat?)
- ATC: I can recommend you to hold over Praha or divert.  (Doporučuji vyčkávat nad Prahou, nebo pokračovat na záložní letiště.)

(…)
09:04:10
- ATC: JP450, now runway visual range runway 25 is 1100 m.  (Dráhová dohlednost dráhy 25 je nyní 1100 m.)

(…)
09:04:40
- ATC: Approach lights and runway are OK and also NDB are OK. (Přibližovací světla, dráha a NDB majáky jsou v pořádku.)
- 450: OK

Přelet radiomajáku Benešov (BNV) ohlásil letoun v 9:09, obdržel povolení klesat na FL060 a přeladil na frekvenci pracoviště Praha Approach. Příslušný řídící jim uvedl dva následující nesměrové majáky PG a PR nechal je přeladit na pracoviště Praha Director, kde obdrželi instrukci, aby po průletu nad majákem PR provedli standardní postup přiblížení a přes majáky PR a L provedli konečné přiblížení na dráhu 25. V 09:14 řídící povolil klesat na 550 m a předal barometrický tlak na letišti. To byla poslední radiová relace s letadlem.

## Nehoda
Zdá se, že z dané situace byla posádka poněkud zmatena, přestože i uvedené podmínky umožňují standardní bezpečné přiblížení a přistání. Po nepřesně provedené poslední zatáčce, během konečného přiblížení, posádka z nejasných důvodů pokračovala v mlze s klesáním pod řídícím povolenou výšku (550 m) a dokonce i pod výšku rozhodnutí (~100 m), aniž by v té době měla vizuální kontakt s přistávací dráhou nebo přistávacími světly. Bod nárazu do terénu se nachází dokonce asi 100 m pod úrovní VPD25. Výškoměr byl přitom nastaven správně. Těsně před nárazem si zřejmě posádka uvědomila svou chybu a pokusila se stroj zvednout, letoun však nedokázal tak rychle zareagovat.
Letadlo v přistávací konfiguraci (vysunuté vztlakové klapky, podvozky) narazilo do terénu v prostoru zahrádkářské kolonie nad Sedleckými skalami, asi 8,5 km před prahem přistávací dráhy, 1,4 km vlevo od osy a 100 m níže VPD25 v 8:20 UTC. Stroj zřejmě podvozkem zavadil o nízkou zídku a následně pod ostrým úhlem dopadl na zem, několikrát se odrazil, přičemž pod vlivem setrvačnosti urazil asi 350 m, než se letadlo postupně rozpadlo. V kolonii zničilo sedm chatek, dalších pět poškodilo a způsobilo několik požárů, než se poslední zbytky stroje zastavily v blízkosti rodinného domu.

## Závěry vyšetřování

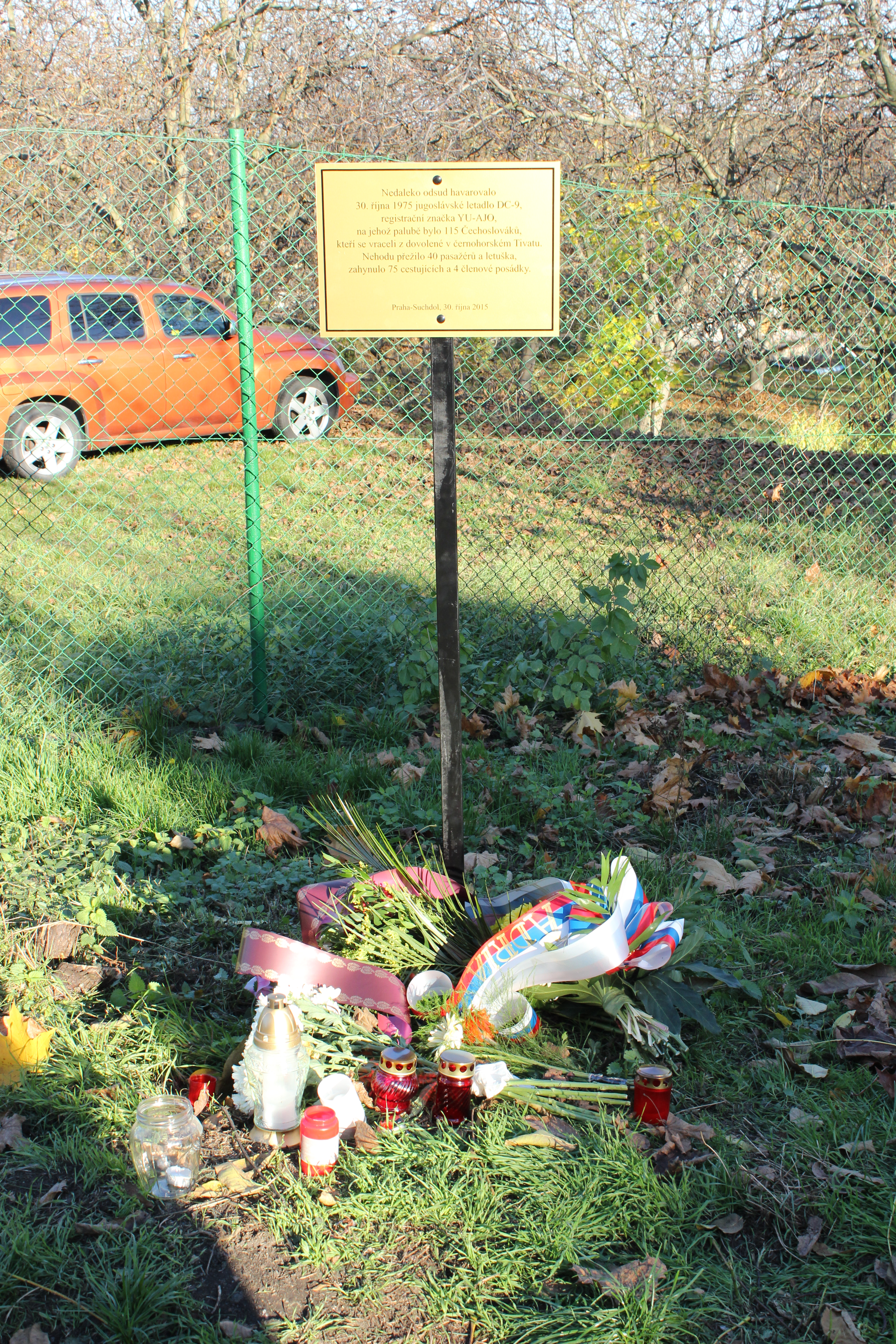
Pamětní deska z roku 2015 v místě nehody

Jako příčinu nehody uvádí vyšetřování nesprávný výškový profil letu. Toto nebylo způsobeno technickou závadou, ale nedodržením předepsaného postupu přiblížení ze strany druhého pilota, který v osudovou chvíli stroj řídil. Žádný z pilotů zřejmě nesledoval výškoměr a nepříznivé počasí neumožnilo si včas uvědomit tuto chybu. Dále se ukázalo, že piloti měli na obou radiokompasech nastavený pouze první radiomaják PR (OM marker, „dálná“, cca 7,5 km před prahem dráhy 25), což neumožňovalo provést správně konečné přiblížení.
V době nárazu bylo v nádržích téměř 5 t paliva. Zajímavostí je, že oba palubní zapisovače (černé skříňky) nebyly během letu v řádném technickém stavu, takže jejich data nemohla být pro vyšetřování použita.
Při neštěstí přišlo na místě o život 71 cestujících spolu se čtyřmi členy posádky, další čtyři osoby svým zraněním podlehly v nemocnici, takže nakonec v důsledku nehody přišlo o život celkem 79 osob.

## Záchranná akce
Záchranná akce byla zahájena, když svědci události zavolali na záchrannou službu.
Nehoda se stala známou díky tomu, jak rychle a profesionálně zvládla zdravotnická záchranná služba poskytnout pomoc a dopravit oběti nehody do pražských nemocnic. Za 35 minut od přijetí hlášení už nebyl na místě nehody žádný zraněný. Tento zákrok se pak stal i inspirací k jednomu z dílů seriálu Sanitka.

## Rekonstrukce průběhu nehody
Petr Bílý z Vratislavic nad Nisou zakoupil v roce 2012 ve Spojených státech amerických kokpit vyřazeného dopravního letadla Douglas DC-9, převezl jej do České republiky a v areálu bývalého Intexu jej s dalšími nadšenci přestavuje na letecký simulátor pro objasnění nehody. Ten má mít podle informací z roku 2015 kromě reálného kokpitu s napojením všech přístrojů na počítač také kopulovitou šestimetrovou projekci oken.